# Saint-Lizier-du-Planté
Saint-Lizier-du-Planté är en kommun i departementet Gers i regionen Occitanien i sydvästra Frankrike. Kommunen ligger i kantonen Lombez som tillhör arrondissementet Auch. År 2022 hade Saint-Lizier-du-Planté 148 invånare.

## Befolkningsutveckling
Antalet invånare i kommunen Saint-Lizier-du-Planté
Referens:INSEE